# بلاژنا هولیشووا
بلاژنا هولیشووا (چکی: Blažena Holišová؛ ‏ ۱۱ ژوئیهٔ ۱۹۳۰ – ۷ آوریل ۲۰۱۱) بازیگر اهل جمهوری چک بود.
از فیلم‌ها یا برنامه‌های تلویزیونی که وی در آن نقش داشته‌است، می‌توان به پتک جادوگران اشاره کرد.